# Salouel Communal Cemetery
Salouel Communal Cemetery is een begraafplaats gelegen in de Franse plaats Salouel (Somme). De militaire graven worden onderhouden door de Commonwealth War Graves Commission.
De begraafplaats telt 19 geïdentificeerde Gemenebest graven uit de Tweede Wereldoorlog.